# Celia (chanteuse)
Pour les articles homonymes, voir Celia.
 (juillet 2019).
 (juillet 2019).
Celia (née Cristina Ioana Socolan le 14 octobre 1984 à Deva) est une chanteuse de pop roumaine.

## Biographie
Cristina Ioana Socolan commença sa carrière de chanteuse en 2007 sous le nom de scène de Celia, connue pour ses titres My Story, Soapte et Love 2 Party.
Elle est la fille de Ioan et Rodica Socolan. Elle a une petite-sœur nommée Andreea.
Elle a étudié au lycée de musique Sigismund Toduţă.
En 2005, Celia a été membre du groupe Elegance durant un an.
Elle a célébré son mariage civil en 2013 avec Ardeli Ancuţa en Australie, pays d'origine de son conjoint, puis le couple a célébré son mariage religieux en Roumanie,. Ils ont un petit garçon né en 2014 prénommé Angelo Ioan.

## Discographie
2007
- Printre Stele
- Trag Aer In Piept
- Pot Zbura
- Pot Zbura (feat. Alberto, version anglaise)
- Soapte
- O Mie De Cuvinte
- Hey You
- Numai O Noapte
- Mi-Este Dor De Tine
- Clipe Cu Tine
- You Needed Me
- Soapte (remix)